# Valentine Namio Sengebau
Valentine Namio Sengebau (1941-2000) escritor de Palaos. Vivió toda su vida en la isla de Saipán, al norte de las islas Marianas y da nombre a un concurso de poesía.

## Obra
- "Microchild"